# パブロ・アルメロ
パブロ・エスティフェル・アルメロ（Pablo Estifer Armero, 1986年11月2日 - ）は、コロンビア・ナリーニョ県トゥマコ出身の元同国代表サッカー選手。ポジションはディフェンダー。

## 経歴

### パウメイラス
母国のアメリカ・デ・カリでデビューしたアルメロは、4年間でリーグ戦108試合に出場し、2008年にはカテゴリア・プリメーラA優勝を経験。その後は、代理人にあたる投資会社Turbo Sportsによってブラジルのポソス・ジ・カウダスFCに登録され、そこから2009年1月に同国のSEパウメイラスへ貸し出された。パウメイラスではスピードと正確なクロスで左サイドバックの定位置を確保し、カンピオナート・パウリスタでサントスFCに敗れたもののチームの決勝進出に貢献。また、カンピオナート・ブラジレイロでも同様にレギュラーを務めてリーグ戦36試合に出場し、2009年7月のナウチコ戦 (4-1) で初得点を記録した。
翌2010年シーズンになると調子を崩したことで、ムリシ・ラマーリョ監督の構想外によりガブリエウ・シウヴァの後塵を拝し、度々リザーブチームに送られる状態に陥った。さらに、1月のSCコリンチャンス・パウリスタとのダービーではイエローカードを貰うと前半に交代を告げられ、ベンチで涙を流す場面がテレビカメラに捉えられた。
そのような状況下にあったものの、6月にパウメイラス側はアルメロの保有権20%を取得したことで次の移籍の際に移籍金20%を受け取ることが可能となった。それと同時期にイタリアのパルマFCへ売却するための交渉をしていることが6月1日に報じられ、7月には加入目前まで迫っていた。しかし、7月2日にセリエAのEU外枠の定員が2名から1名に削減されるルール改正となった影響により、翌日に移籍は成立しなかったことが発表された。なお、パルマはゼ・エドゥアルドを選択した。
パルマとの交渉決裂によりパウメイラスと契約延長の話が浮上していたものの、ルイス・フェリペ・スコラーリ新監督の下でも不調により出場機会に恵まれなかった。

### ウディネーゼ
2010年8月28日にセリエAのウディネーゼ・カルチョと契約したアルメロは、フランチェスコ・グイドリン監督が施行する3-5-2（または5-3-2）のフォーメーションでジョヴァンニ・パスクアーレから左ウィングバックのポジションを勝ち取り、主力としてチームの4位と翌年のUEFAチャンピオンズリーグ・予選プレーオフ出場権獲得に貢献した。シーズン終了後にセリエA年間ベストイレブンに同僚のアントニオ・ディ・ナターレ、サミール・ハンダノヴィッチと共に名を連ねた。
その予選プレーオフでは、UEFAランキングによりシードチームのアーセナルFCとの対戦が決定。チームは4-4-1-1に戦術を変更し、アルメロは左サイド中盤を務めたことで左サイドバックには新加入のネウトンがプレーすることとなった。2011-12シーズンの開幕戦はチームの戦術変更と代表から復帰したばかりだったため出場を逃したものの、CL予選を敗退したことで出場権を得たUEFAヨーロッパリーグでは、9月15日に初戦のスタッド・レンヌFC戦で3-5-2のウィングバックとして先発出場し決勝点を挙げた。

### ナポリ
2013年1月9日にSSCナポリへ共同保有権の買い取りオプション付きでのレンタル移籍が発表された。ナポリではウディネーゼ時代とは違い、同胞のフアン・スニガの控えに甘んじ、途中出場が主となりシーズンを終えた。2013年6月にナポリはアルメロの共同保有権を買い取った事を発表した。

### ウェストハム
2014年1月31日、ウェストハム・ユナイテッドFCへレンタル移籍した。

### ウディネーゼ復帰
2014年6月20日、かつて所属したウディネーゼに完全移籍の形で復帰した。

### ミラン
2014年8月13日、ACミランへレンタル移籍した。

### フラメンゴ
2015年4月9日、出場機会を求めてミランとの契約を打ち切り、CRフラメンゴへレンタル移籍した。

### バイーア
2017年よりECバイーアに完全移籍することが発表された。

### アメリカ・デ・カリ復帰
2018年1月13日にアメリカ・デ・カリと1年契約を締結し、嘗てプロデビューしたクラブへ10年振りに復帰することが発表された。

### 代表
U-17代表時代に2003 FIFA U-17世界選手権に出場したアルメロは、その後、クラブでの活躍から2008年のベネズエラ戦 (5-2) でA代表初出場を飾った。以降は、左サイドバックの主力としてプレーし、2013年3月22日に2014 FIFAワールドカップ・南米予選のボリビア戦 (5-0) で代表初得点を記録した。
2014 FIFAワールドカップに臨むコロンビア代表にも選出され、グループリーグ初戦のギリシャ戦では先制点を挙げた。

## 代表歴

### 出場大会
- コロンビア代表
  - 2014 FIFAワールドカップ

### 試合数
- 国際Aマッチ 68試合 2得点（2008年-2017年）[21]

| コロンビア代表 | 国際Aマッチ | 国際Aマッチ |
| 年             | 出場        | 得点        |
| -------------- | ----------- | ----------- |
| 2008           | 7           | 0           |
| 2009           | 8           | 0           |
| 2010           | 4           | 0           |
| 2011           | 12          | 0           |
| 2012           | 8           | 0           |
| 2013           | 11          | 1           |
| 2014           | 13          | 1           |
| 2015           | 3           | 0           |
| 2016           | 0           | 0           |
| 2017           | 2           | 0           |
| 通算           | 68          | 2           |

## タイトル

### クラブ
アメリカ・カリ
- カテゴリア・プリメーラA : 2008F

### 個人
- セリエA年間ベストイレブン : 2010-11[11]